# دیلان مک‌درموت
دیلان مک‌درموت (به انگلیسی: Dylan McDermott) (زاده ۲۶ اکتبر ۱۹۶۱) بازیگر آمریکایی است.

## زندگی شخصی
دیلان مک‌درموت یک خواهر کوچکتر از خودش به نام رابین دارد مک در ۱۹ نوامبر ۱۹۹۵با شیوا رز (بازیگر)ازدواج کرد .انها دو دختر به نام های کولت و شارلوت دارند‌. در ۲۷ دسپتامبر ۲۰۰۷ به تایید و گفته مردم مک درموت و رز از یک دیگر جدا شدند که در ۱۶مه ۲۰۰۹ گزارش شد که مک درخواست طلاق از رز را داده است که این طلاق در ۲ژانویه ۲۰۰۹ نهایی شد و این دو از هم جدا شدند .در ۱۴ ژانویه۲۰۱۵ اعلام شد که او با همبازی خود استاکر مگی نامزد شده است .ولی این رابط پایدار نبود و در فوریه ۲۰۱۹ این زوج پس از نامزدی چهار ساله از هم جدا شدند
- دیلان مک‌درموت در مجله هایی مانند (سلامت مردان)معروف شده است.

در سپتامبر ۲۰۱۸ بود که دیلان مک‌درموت به تجاوز جنسی توسط زنی متهم شده که در سال ۱۹۹۱ اتفاق افتاد بود اما این ادعا توسط دادستان منطقه ای لس آنجلس رد شد زیرا خارج از مهلت قانونی انجام شده بود.

## فیلم‌ها
از فیلم‌های معروف او می‌توان به فیلم های زیر اشاره کرد
- گردباد (۱۹۸۹)
- ماگنولیاهای فولادی (۱۹۸۹)
- جایی که سگ‌ها دروغ می‌گویند (۱۹۹۱)
- راه کابوی (۱۹۹۴)
- خانه‌ای برای تعطیلات (۱۹۹۵)
- تا تو بودی (۱۹۹۷)
- رنجرهای تگزاس (۲۰۰۱)
- هیئت منصفه فراری (۲۰۰۲)
- سرزمین عجایب (۲۰۰۳)
- مهمانی هیولا (۲۰۰۳)
- اجاره‌نشین‌ها (۲۰۰۷)
- نخل‌های سوزان (۲۰۱۰)
- مزایای خجالتی بودن (۲۰۱۲)
- سقوط المپیوس (۲۰۱۳)
- رفتار بد (۲۰۱۴)
- بازمانده (۲۰۱۵)
- قاتل گل میخک
- نابینا (۲۰۱۶)